# I’ll Be Your Man
„I’ll Be Your Man” – utwór brytyjskiego wokalisty Jamesa Blunta. Wydany został 23 maja 2011 roku przez wytwórnię płytową Atlantic Records jako czwarty singel z jego trzeciego albumu studyjnego, zatytułowanego Some Kind of Trouble. Twórcami tekstu utworu są James Blunt i Kevin Griffin, który wraz z Warrenem Huartem zajęli się też jego produkcją. Do singla nakręcono także teledysk, a jego reżyserią zajął się Giorgio Testi. „I’ll Be Your Man” dotarł do 40. pozycji na liście przebojów w Niemczech. Utwór wydany został także w Stanach Zjednoczonych, gdzie Blunt by go promować zaśpiewał go w programie Conan i Dancing with the Stars.

## Pozycje na listach przebojów
| Kraj              | Lista (2011)    | Pozycja |
| ----------------- | --------------- | ------- |
| Austria           | Singles Top 75  | 45      |
| Belgia (Flandria) | Ultratip 50     | 6       |
| Belgia (Wallonia) | Ultratip 50     | 10      |
| Niemcy            | Top 100 Singles | 40      |
| Szwajcaria        | Singles Top 75  | 64      |